# Phymatodes maaki
Phymatodes maaki es una especie de escarabajo longicornio del género Phymatodes, tribu Callidiini, familia Cerambycidae. Fue descrita científicamente por Kraatz en 1879.
Se distribuye por China, Corea y Rusia. Mide milímetros de longitud. El período de vuelo ocurre en los meses de mayo y junio. Parte de su dieta se compone de plantas de las familias Actinidiaceae y Vitaceae.